# Ntinos Pontikas
Ntinos Pontikas (grego, Ντίνος Ποντίκας: Lárissa, 27 de fevereiro de 1982) é um ex-futebolista grego que atuava como atacante. Ele detém o recorde do jogador de futebol mais jovem a marcar um hat-trick, aos 14 anos e 198 dias.

## Recorde
Em 24 de setembro de 1996, o atacante Ntinos Pontikas se tornou o jogador mais jovem a marcar um hat-trick. Ele marcou os 3 gols da derrota do seu time no jogo  Ampelokipoi 4 x 3 Haravgi, na quinta divisão do campeonato grego, aos 14 anos e 198 dias. Aquele foi seu primeiro jogo como sênior. O zagueiro Vangelis Moras que depois jogou pela Seleção Grega, fez parte do elenco de Ampelokipoi naquele jogo.
No ano anterior, Ntinos havia marcado 13 gols em um amistoso de jovens. Em 1997, aos 15 anos, marcou 10 gols em um jogo na categoria juvenil.

## Biografia
Começou nas peladas de rua na cidade natal e em 1995 teve uma rápida passagem pelo time infantil do Toxotis, porém acabou sendo aproveitado como zagueiro. O ex-atacante da Seleção Grega, Theofanis Gekas, então, jogava pelo juvenil do Toxotis. Após a saída do clube, ingressou no Haravgi Larissa onde atuou na posição de atacante. Ntinos foi imediatamente promovido à equipe principal do Haravgi, aos 14 anos  e marcou 3 gols em sua estreia.
Sua transferência para Athinaikos, clube da primeira divisão da Grécia e o ex-clube de seu treinador da equipe juvenil do Haravgi, Pakis Avramoulis, foi cancelada por grave lesão no joelho que o obrigou a abandonar o futebol ainda jovem. Desde então, ele voltou ao futebol duas vezes, mas na divisão amadora grega. A última vez foi em 2019, aos 37 anos. Ntinos Pontikas foi um dos jovens jogadores mais rápidos. Relatos da época diziam que o avançado conseguia correr 100 metros em menos de 11 segundos.
Regressou ao futebol novamente em 2021 para jogar em divisões inferiores da Inglaterra.